# Guy Lombardo

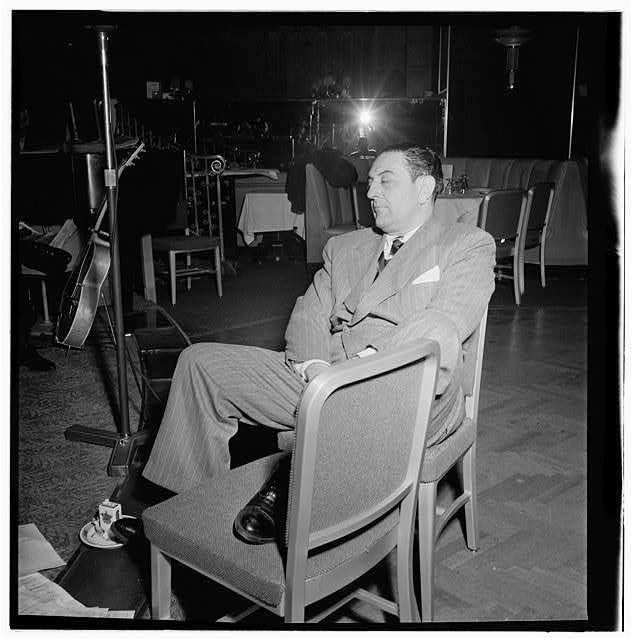
Guy Lombardo in 1947

Guy Lombardo, geboren als Gaetano Albert Lombardo (London (Ontario), 19 juni 1902 – 5 november 1977), was een Canadees-Amerikaanse violist en bigbandleider.
Hij vormde in 1924 een dansorkest, waarin onder meer zijn broers Carmen en Victor Lombardo (saxofoon) en Lebert Lombardo (trompet) speelden. Ook zijn jongere zuster Rose Marie zou in de jaren 1940 bij het orkest zingen. Ze maakten hun eerste plaatopname in 1924 voor Gennett en met hun toegankelijke dansmuziek, die ze zelf als "The sweetest music this side of heaven" bestempelden, verkochten ze in de jaren twinig honderdduizenden platen. Vanaf 1929 waren ze gevestigd in de Verenigde Staten, eerst in Cleveland, later in Chicago en New York. Als "Guy Lombardo & His Royal Canadians" werden ze al gauw het populairste dansorkest van de Verenigde Staten. 
In 1934 was het orkest van Guy Lombardo een van de eerste die tekenden bij het pas opgerichte platenlabel Decca Records. Tijdens de volgende twintig jaar zou dat een groot aantal opnamen van zijn orkest uitbrengen. Tijdens zijn leven verkocht Lombardo meer dan 100 miljoen platen. Het orkest werd ook bekend dankzij de radio-uitzendingen van hun optredens.
In 1938 werd Guy Lombardo Amerikaans staatsburger. In de jaren 1940 was hij ook een bekende en succesvolle speedboatcoureur.
Het jaarlijks eindejaarsconcert van de Royal Canadians, dat rechtstreeks vanuit het Roosevelt Hotel in New York op de radio werd uitgezonden, groeide uit tot een nationaal instituut. Nadat het Roosevelt gesloten werd zette Lombardo de traditie verder in het Waldorf-Astoria Hotel tot in 1976. In 1977 maakten hartproblemen een einde aan zijn carrière. Hij stierf op 5 november van dat jaar. Zijn opname van "Auld Lang Syne" wordt nog steeds op Times Square gespeeld bij de jaarwisseling.